# José Calderón
José Calderón, född 28 september 1981 i Villanueva de la Serena, Spanien, är en spansk idrottare som tog OS-silver i basket 2008 i Peking. Detta var Spaniens andra medalj i herrbasket i olympiska sommarspelen. Han spelar för Cleveland Cavaliers i NBA.